# Brijat-samjita
La Bṛihat Saṃhitā (वराहमिहिर बृहत्संहिता en el alfabeto devanagari del sánscrito original) es una enciclopedia sánscrita del siglo VI escrita por el matemático y astrólogo hinduista Varaja Mijira (505-587 d. C.); en el siglo X su obra fue comentada por el astrónomo cachemir Uptala; algunos estiman que este último debió de pertenecer en realidad al siglo IX. La obra fue conocida en Persia y llegó a traducirse al parsi en la Edad Media. Su título, en sistema AITS (Alfabeto Internacional de Transliteración Sánscrita) se escribe Bṛhatsaṃhitā.

## Contenido
Consta de 106 capítulos en menos de 4000 shlokas (estrofa pareada de versos en idioma sánscrito). Su denominación se traduce como «Gran recopilación», pues contiene un amplio rango de materias: astrología hinduista (llamada actualmente «astrología védica», aunque no está relacionada con los Vedas ni con la cultura védica), los movimientos planetarios y eclipses, la predicción y ser de las lluvias (pluviometría o higrometría) y las clases de nubes (nefología), vientos y otros fenómenos atmosféricos (meteorología). La arquitectura civil (de las viviendas) y sacra (de los templos), la agronomía para mejorar las cosechas y el crecimiento de los árboles (arboricultura), la manufactura de perfumes, el matrimonio, las relaciones domésticas, las gemas (evaluación de piedras preciosas que se encuentra también en el Garuda-purana), una glosa explicativa de las "nueve perlas" del Garuda-purana y diversos rituales, entre otros lemas o entradas.

## Capítulos
La lista que a continuación se expresa proviene de la edición de esta obra en inglés en 1884, disponible en Internet Archive. 
La enciclopedia se divide en dos partes. En la primera se tratan más de mil fenómenos de la naturaleza, sus efectos y los medios para eliminar sus males, con enfoque instructivo.
En la segunda se tratan temas más culturales y prácticos sobre una extensa variedad temática. Por ejemplo, el autor enumera los ingredientes para preparar el baño del rey, explica cómo se hace el templado metalúrgico de herramientas de corte o armas blancas, interpreta la fisiognomía, conductas y gestos propios de los seres humanos, tanto varones como hembras, ofrece formas para beneficiarse de ello... También enuncia teorías científicas sobre las corrientes subterráneas o el crecimiento de los árboles; estudia las características de ciertas especies animales, evoca el determinismo (Sāmudrika) y la quiromancia, el trato benévolo de la mujer... Finalmente, estudia los aromas y el arte y técnica de la perfumería, el sexo, las clases de lechos, las gemas o piedras preciosas y concluye con diversos tipos de presagios y predicciones astrológicas.

### Primera parte
- Capítulo 1 Introducción
- Capítulo 2 - El Jyotiṣa (astrólogo)
- Capítulo 3 - Sobre el curso del Sol (āditya-cāra)
- Capítulo 4 - Sobre el curso de la Luna (candra-cāra)
- Capítulo 5 - Sobre el viaje de Rāhu (rāhu-cāra)
- Capítulo 6 - Sobre el curso de Marte (bhauma-cāra)
- Capítulo 7 - Sobre el curso de Mercurio (budha-cāra)
- Capítulo 8 - Sobre el curso de Júpiter (bṛhaspati-cāra)
- Capítulo 9 - Sobre el curso de Venus (śukra-cāra)
- Capítulo 10 - Sobre el curso de Saturno (śanaiścara-cāra)
- Capítulo 11 - Sobre los cometas (ketu)
- Capítulo 12 - Sobre la estrella Canopus (Agastya)
- Capítulo 13 - Sobre la constelación de Saptarṣi (Siete Ṛṣis o Sabios, denominación sánscrita de la Osa Mayor)
- Capítulo 14 - Sobre Kūrma Vibhāga (la parte antigua del Kurmá-purana)
- Capítulo 15 - Sobre las casas lunares o Nakṣatras (nakṣatra-vyūha)
- Capítulo 16 - Sobre los planetas (graha-bhaktiyoga)
- Capítulo 17 - Sobre las conjunciones planetarias (grahayuddha)
- Capítulo 18 - Sobre la conjunción de la Luna con los planetas (śaśigrahasamāgama)
- Capítulo 19 - Sobre los años planetarios (grahavarṣaphala)
- Capítulo 20 - Sobre las reuniones planetarias (grahaśṛṅgāṭaka)
- Capítulo 21 - Sobre las nubes de lluvia (garbhalakṣaṇa)
- Capítulo 22 - Días de soportar la lluvia (garbha-dhāraṇa)
- Capítulo 23 - Sobre la lluvia (pravarṣaṇa)
- Capítulo 24 - Sobre Rohiṇī-yoga (el capítulo vigésimo segundo del Gārgīya-jyotiṣa: conjunción con la diosa Rohini, la estrella Aldebarán)
- Capítulo 25 - Sobre Svāti-yoga (el capítulo vigésimo: sobre la conjunción con la estrella Arturo)
- Capítulo 26 - Sobre el Āṣāḍhī-yoga (el capítulo vigésimo primero: conjunción con Āṣāḍha, la constelación de Lira o su estrella Vega), una de las casas más favorables de la astrología hindú.
- Capítulo 27 - Sobre los vientos (vātacakra)
- Capítulo 28 - Señales de lluvia inmediata (sadyovarṣaṇa)
- Capítulo 29 - Sobre flores y plantas (kusumalatā)
- Capítulo 30 - Señales de las horas del crepúsculo (sandhyā-lakṣaṇa)
- Capítulo 31 - En Digdāha (resplandor en el horizonte)
- Capítulo 32 - Señales de un terremoto (bhūkampa-lakṣaṇa)
- Capítulo 33 - Sobre meteoros (ulkā)
- Capítulo 34 - Sobre los halos (pariveṣa-lakṣaṇa)
- Capítulo 35 - Signos de arcoíris (indrāyudha-lakṣaṇa)
- Capítulo 36 - Los signos de la ciudad aérea (gandharvanagara-lakṣaṇa)
- Capítulo 37 - Sobre los falsos soles (pratisūrya-lakṣaṇa)
- Capítulo 38 - Sobre las tormentas de arena (rajas-lakṣaṇa)
- Capítulo 39 - Sobre los truenos
- Capítulo 40 - Sobre Sasya-jātaka (horóscopo vegetal)
- Capítulo 41 - Clasificación de sustancias (dravya-niścaya)
- Capítulo 42 - Fluctuación de precios
- Capítulo 43 - Sobre el Indra-dhvaja (estandarte de Indra)
- Capítulo 44 - Ceremonia de lustración (nīrājanavidhi)
- Capítulo 45 - En la cola de caballo (khañjana-kalakṣaṇa)
- Capítulo 46 - Sobre presagios o calamidades públicas (utpāta-adyāya)
- Capítulo 47 - Miscelánea Motley (mayuracitraka)

### Segunda parte
- Capítulo 48 - Baño real (puṣyasnāna)
- Capítulo 49 - En Paṭṭa (placa de la corona)
- Capítulo 50 - Sobre la espada (khaḍga-lakṣaṇa)
- Capítulo 51 - Aṅga (predicción de miembro)
- Capítulo 52 - Sobre los botones (piṭaka-lakṣaṇa)
- Capítulo 53 - Sobre la construcción de viviendas (vāstu-vidyā)
- Capítulo 54 - Sobre las corrientes subterráneas (dakārgala)
- Capítulo 55 - Sobre la jardinería (vṛkṣāyurveda)
- Capítulo 56 - Sobre la construcción de templos (prāsāda-lakṣaṇa)
- Capítulo 57 - Sobre cemento duradero (vajralepa-lakṣaṇa)
- Capítulo 58 - Sobre los ídolos del templo (pratimā-lakṣaṇa)
- Capítulo 59 - A la entrada del bosque (vanasampraveśa o vanapraveśa)
- Capítulo 60 - Instalación de ídolos en los templos (pratimā-pratiṣṭhāpana)
- Capítulo 61 - Sobre las características de las vacas (go) y los bueyes (vṛṣabha)
- Capítulo 62 - Sobre las características del perro (śva o śvan-lakṣaṇa)
- Capítulo 63 - Sobre las Características del gallo (Kukkuṭa-lakṣaṇa)
- Capítulo 64 - Sobre las características de la tortuga (kūrma-lakṣaṇa)
- Capítulo 65 - Sobre las características de la cabra (chāga-lakṣaṇa)
- Capítulo 66 - Sobre las características del caballo (aśva-lakṣaṇa)
- Capítulo 67 - Sobre las características del elefante (hasti-lakṣaṇa)
- Capítulo 68 - Sobre las características de los hombres (puruṣa-lakṣaṇa)
- Capítulo 69 - Señales de los cinco grandes hombres (pañca-puruṣa o pañca-mahāpuruṣa)
- Capítulo 70 - Sobre las características de las mujeres (kanyā-lakṣaṇa)
- Capítulo 71: Presagios de las aberturas de la ropa (vastracheda-lakṣaṇa)
- Capítulo 72 - Sobre los Chowries (cāmara-lakṣaṇa)
- Capítulo 73 - Sobre los paraguas (chatra-lakṣaṇa)
- Capítulo 74 - La alabanza de las mujeres (strī-praśaṃsā)
- Capítulo 75 - Ganar afecto (saubhāgya-karaṇa)
- Capítulo 76 - Remedios eróticos, medicinas de esperma y medicinas (kāndarpika)
- Capítulo 77 - La preparación de perfumes (gandhayukti)
- Capítulo 78 - Sobre la unión sexual (puṃstrī-samāyoga)
- Capítulo 79 - Sobre sofás y asientos (śayyāsana)
- Capítulo 80 - Sobre piedras preciosas (ratna-parīkṣā)
- Capítulo 81 - Sobre las perlas (muktā-lakṣaṇa)
- Capítulo 82 - Sobre los rubíes (padmarāga-lakṣaṇa)
- Capítulo 83 - Sobre las esmeraldas (marakata-lakṣaṇa)
- Capítulo 84 - Sobre las lámparas (dīpa-lakṣaṇa)
- Capítulo 85 - En el cepillo de dientes (dantakāṣṭha)
- Capítulo 86 - Presagios (1): Reglas generales (śākuna)
- Capítulo 87 - Presagios (2): En torno al horizonte (antara-tcakra)
- Capítulo 88 - Presagios (3): Sobre los gritos ominosos (viruta) de pájaros y bestias
- Capítulo 89 - Presagios (4): En torno a los perros (śvacakra)
- Capítulo 90 - Presagios (5): El grito del chacal (śivā-ruta)
- Capítulo 91 - Presagios (6): Conductas y movimientos de los animales salvajes (mṛga-ceṣṭita)
- Capítulo 92 - Presagios (7): Intención de las vacas (go-iṅgita)
- Capítulo 93 - Presagios (8): Intención de los caballos (aśva-iṅgita)
- Capítulo 94 - Presagios (9): Actitud de los elefantes (hasti-veṣṭita)
- Capítulo 95 - Los presagios (10): Crascitar de cuervos (vāyasa-viruta)
- Capítulo 96 - Presagios (11): Suplemento a los presagios (śākuna-uttara)
- Capítulo 97 - En el momento de la realización de los presagios (pāka-adhyāya)
- Capítulo 98 - Sobre las constelaciones (nakṣatra-karmaguṇa)
- Capítulo 99 - Días lunares y medios días (tith-karmaguṇa)
- Capítulo 100 - Sobre las cualidades de Karaṇas (karaṇa-guṇa)
- Capítulo 101 - Sobre los efectos del nacimiento en los asterismos (nakṣatra-jātaka)
- Capítulo 102 - Sobre la división del Zodíaco en signos (rāśi-vibhāga)
- Capítulo 103 - Los efectos de la astrología en el matrimonio (vivāha-paṭala)
- Capítulo 104 - Sobre los tránsitos de los planetas (graha-gocara)
- Capítulo 105 - Sobre la adoración de las deidades estelares (rūpasatra)
- Capítulo 106 - Índice.